# Lee Montague
Pour les articles homonymes, voir Lee et Montague.
Leonard Goldberg, dit Lee Montague, est un acteur britannique né le 16 octobre 1927 à Bow à Londres (Angleterre) et mort le 30 mars 2025 dans la même ville.

## Filmographie
- 1952 : Moulin Rouge : Maurice Joyant
- 1954 : Another Sky
- 1955 : Who, Me? (TV)
- 1958 : Heart of a Child : 2e soldat
- 1958 : The Camp on Blood Island : officier japonais
- 1958 : The Silent Enemy : Miguel's Mate
- 1959 : Les Dents du diable (The Savage Innocents) : Ittimargnek
- 1959 : L'Enquête de l'inspecteur Morgan (Blind Date) : sergent Farrow
- 1960 : The Night of the Big Heat (TV) : Richard
- 1961 : The Man at the Carlton Tower : Tim Jordan
- 1961 : Foxhole in Cairo : Aberle
- 1961 : Rashomon (TV) : The Bandit
- 1961 : Scotland Yard contre X (The Secret Partner) de Basil Dearden : Detective Inspector Tom Henderson
- 1961 : Le Cavalier noir (The Singer Not the Song) : Pepe
- 1962 : The Reunion (TV) : Maurice Woolley
- 1962 : Operation Snatch : Miklos Tabori
- 1962 : Billy Budd : Squeak, Mr. Claggart's assistant
- 1963 : L'Affaire du cheval sans tête (The Horse Without a Head) (TV) : Mallart
- 1964 : Five to One : Larry Hart
- 1965 : A Tap on the Shoulder (TV) : Archibald Cooper
- 1965 : The Secret of Blood Island : Levy
- 1965 : You Must Be Joking! : sergent Mansfield
- 1966 : Plus féroces que les mâles (Deadlier Than the Male) : Boxer
- 1966 : Four Way Incident (TV)
- 1966 : O-Goshi (TV)
- 1967 : Comment j'ai gagné la guerre (How I Won the War), de Richard Lester : Transom
- 1967 : Profile of a Gentleman (TV) : Johnny May
- 1968 : Mandat d'arrêt (Nobody Runs Forever) : Donzil
- 1968 : The Male Animal (TV)
- 1969 : A Hot Day (TV)
- 1969 : The Spy Killer (TV) : Igor
- 1970 : Revolution 2: Lenin (TV)
- 1970 : Day of Rest
- 1970 : Morning Story (TV)
- 1970 : Flotsam and Jetsam (TV) : Mr. Grange
- 1972 : The Best Pair of Legs in the Business : Charlie Green
- 1972 : Eagle in a Cage : Cipriani
- 1972 : François et le chemin du soleil (Fratello sole, sorella luna) : Pietro Di Bernardone
- 1972 : The Argument (TV)
- 1974 : Regan (TV) : Arthur Dale
- 1974 : Mahler : Bernhard Mahler
- 1975 : Judge the Bloody City (TV)
- 1977 : Eleanor Marx: Tussy (TV) : Karl Marx
- 1977 : Eleanor Marx: Eleanor (TV) : Karl Marx
- 1977 : Jésus de Nazareth (feuilleton TV) : Habbukuk
- 1978 : Holocauste ("Holocaust") (feuilleton TV) : oncle Sasha
- 1978 : Psychose phase 3 (The Legacy) : Jacques Grandier
- 1978 : Thank You Comrades (TV) : Lunacharsky
- 1978 : La Cible étoilée (Brass Target) : Lucky Luciano
- 1979 : The London Connection : Vorg
- 1979 : Feet First (série TV) : Harry Turnbull
- 1980 : Silver Dream Racer (en) de David Wickes : Jack Freeman
- 1981 : Seconds Out (série TV) : Tom Sprake
- 1981 : If You Go Down in the Woods Today : Guvnor
- 1983 : Red Monarch (en) (TV) : Lee
- 1984 : Pope John Paul II (TV) : Marshal Konev
- 1984 : Kim (en) (TV) : Kozelski
- 1984 : Sakharov (TV) : Slavsky
- 1984 : Bird of Prey 2 (TV) : Roche
- 1984 : Much Ado About Nothing (TV) : Leonato
- 1986 : Lady Jane : Renard, l'ambassadeur espagnol
- 1988 : Madame Sousatzka : Vincent Pick
- 1989 : Countdown to War (TV) : Hore-Belisha
- 1990 : Jekyll & Hyde (TV) : inspecteur Palmer
- 2001 : Enigma